# Telega
Telega község Prahova megyében, Munténiában, Romániában.  A hozzá tartozó települések: Boșilcești, Buștenari, Doftana, Melicești és Țonțești.

## Fekvése
A megye nyugati részén található, a megyeszékhelytől, Ploieşti-től, harmincnyolc kilométerre északnyugatra, a Doftana folyó bal partján és a Sărata patak mentén, a Szubkárpátok dombságain.

## Történelem
Telega település történelmében két, jelentős fejlődést produkáló periódus is elkülöníthető. Az első a sóbányászatnak, a második pedig a kőolaj-kitermelésnek köszönhető.
Magának a településnek a kialakulása is a feltárt sóbányáknak köszönhető. Telega és Slǎnic Prahova voltak Havasalföld legjelentősebb sóbányái egészen a 20. század kezdetéig.
Annak ellenére, hogy már régről ismert volt, hogy a község alatt kátránylelőhelyek vannak, a kőolaj kitermelése csak a 19. század végén kezdődött. Buștenari falu volt az ország első települése, ahol a kitermelést elkezdték. A kőolajnak köszönhetően a legdinamikusabb fejlődést a 20. század 20-as illetve 30-as éveiben produkálta a község. A második világháború során a terület a német csapatok irányítása alá került, ők felügyelték a kitermelést, a kőolaj feldolgozását Câmpina és Ploiești városokban épített finomítókban és a kinyert üzemanyagot ők használták fel a háborúban. Ennek volt azután köszönhető a szövetséges csapatok sorozatos légitámadása a vidék települései ellen 1944 augusztusában. Köszönhetően az erőteljes kitermelésnek, a világháború alatt a németeknek illetve azután egészen az 50-es évekig a szovjeteknek, a kitermelhető kőolaj mennyisége jelentősen visszaesett, manapság pedig már csak minimálisan lehetséges.
A 19. század végén a község Prahova megye Prahova járásához tartozott és Boșelcești, Buștenari, Milicești valamint Telega falvakból állt, összesen 4000 lakossal. A község területén volt a Telega-Doftana fürdő, egy börtön, két iskola (egy-egy Telega illetve Buștenari falvakban) valamint négy templom.
1925-ös évkönyv szerint a község Buștenari, Melicești és Telega falvakból állt, összesen 7272 lakossal. Ugyancsak ekkor említik, hogy Telega és Buștenari falvak az ország legjelentősebb kőolaj kitermelő területei közé tartoznak.
A két világháború közötti időszak végén a községet Prahova megye Câmpina járásához csatolták.
1950-ben közigazgatási átszervezés alapján, a Prahova-i régió Câmpina rajonjához került, majd 1952-ben pedig a Ploiești régióhoz.
1968-ban ismét megyerendszert vezettek be az országban, a község az újból létrehozott Prahova megye része lett.

## Lakossága
A nemzetiségi megoszlás a következő:
| 2002     | 2002 | 2002   |
| -------- | ---- | ------ |
| Románok  | 6455 | 99,84% |
| Romák    | 7    | 0,10%  |
| Magyarok | 3    | 0,04%  |
| Összesen | 6465 | 100,0% |

## Turizmus
A 20. század 30-as éveitől kezdve a település híressé vált az ásványi sókban gazdag gyógyfürdőiről. Az 1989-es rendszerváltás óta eltelt időszakban végzett átalakításoknak köszönhetően, a fürdő a Prahova völgyének egyik legfontosabb turistaközpontjává alakult át.